# Anna Wijthoff
Anna Catharina Frederika Wijthoff (Amsterdam, 29 oktober 1863 - aldaar, 29 maart 1944) was een Nederlandse schilder, tekenaar, etser, lithograaf en aquarellist.

## Biografie
Zij was de jongste dochter van de lutherse Abraham Willem Wijthoff en Anna Catharina Frederika Kerkhoven , naar wie zij werd vernoemd. Haar vader stamde uit de Amsterdamse suikerraffineursfamilie P.G.L. Wijthoff (& Zn.). 
Wijthoff bleef ongehuwd. Haar jongere broer was de wiskundige Willem Abraham Wijthoff. Ook haar oudste zus Geertruida studeerde wiskunde. Haar andere zus was schrijfster Henriëtte Wijthoff. 
In 1911 verhuisde Wijthoff met haar moeder van het ouderlijk huis aan de P.C. Hooftstraat 28 in Amsterdam naar huisnummer 21. Dat huis was ook in bezit van de familie en werd tot 1911 bewoond door de componist Daniël de Lange. Pas na de dood van hun moeder in 1921 gaven zij en haar broer Willem P.C. Hooftstraat 21 op als huisadres.

## Opleiding
Van 1882 tot 1886 ging ze naar de Rijksakademie van beeldende kunsten in Amsterdam. Daar kreeg ze in 1877 aquarellessen van Ernst Witkamp. Van 1877 tot 1878 volgde ze avondcursussen bij Felix Meritis in Amsterdam. Onderwerpen in haar werk waren stillevens, landschappen, figuurvoorstellingen, portretten en historie. Ze was aangesloten bij kunstenaarsvereniging Arti et Amicitiae. Eén van haar leerlingen was Agnieta Gijswijt.

## Illustrator
Tussen 1894 en 1930 illustreerde zij jeugdboeken van uitgeverij Allert de Lange. Wijthoff maakte vaak illustraties voor de boeken van haar zus Henriëtte en voor haar achternicht Bertha Elisabeth van Osselen-van Delden.

### Geïllustreerd werk (selectie)
- Kleine Betje uit de Pastorie - H. Wijthoff (1925)
- ‘t Jodinnetje van Elspeet - B. van Osselen-van Delden (± 1915)
- De familie Dolijn - B. van Osselen-van Delden (1911)
- Corrie en de kaboutertjes - B. van Osselen-van Delden (1909)
- Moore's - B. van Osselen-van Delden (1907)
- Alleen in een kleine stad - A. Kuiper (1903)
- Een Kippengeschiedenis - H. Wijthoff (1901)
- Het prinsesje en de gouden vogel - H. Wijthoff (± 1900)
- Lientje`s Kinderjaren - een verhaal voor meisjes - Christine ten Hove (± 1899)
- Het petekind van Sint-Niklaas - H. Wijthoff (1898)[5]
- Dreumesje - H. Wythoff (1892)

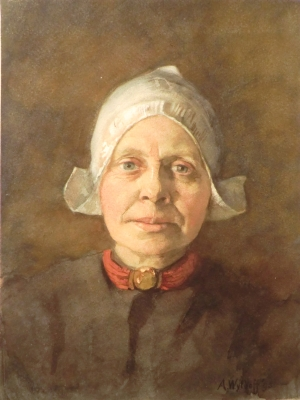
aquarel uit 1895
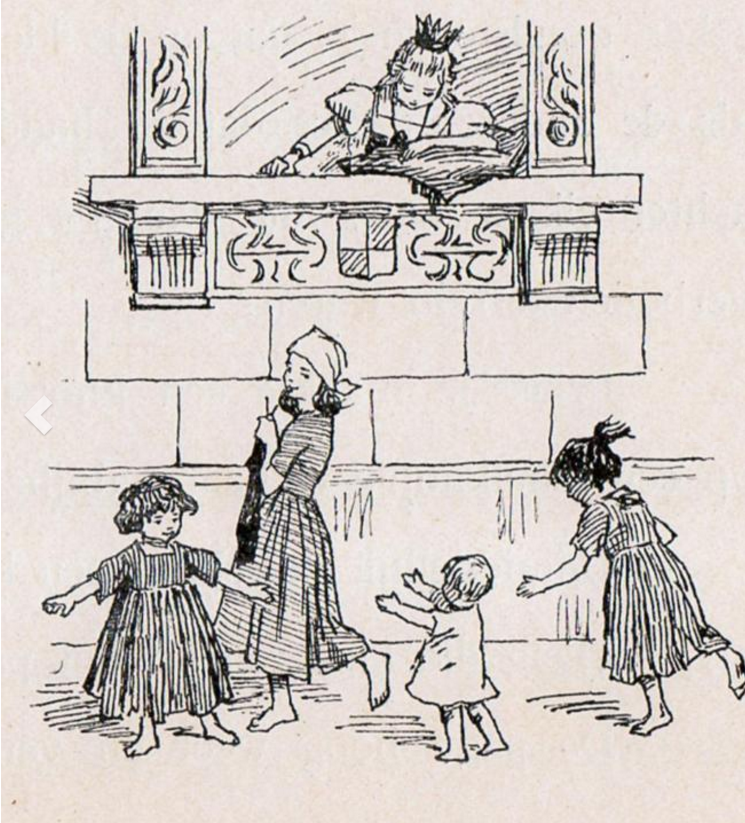
illustratie uit Het prinsesje en de gouden vogel
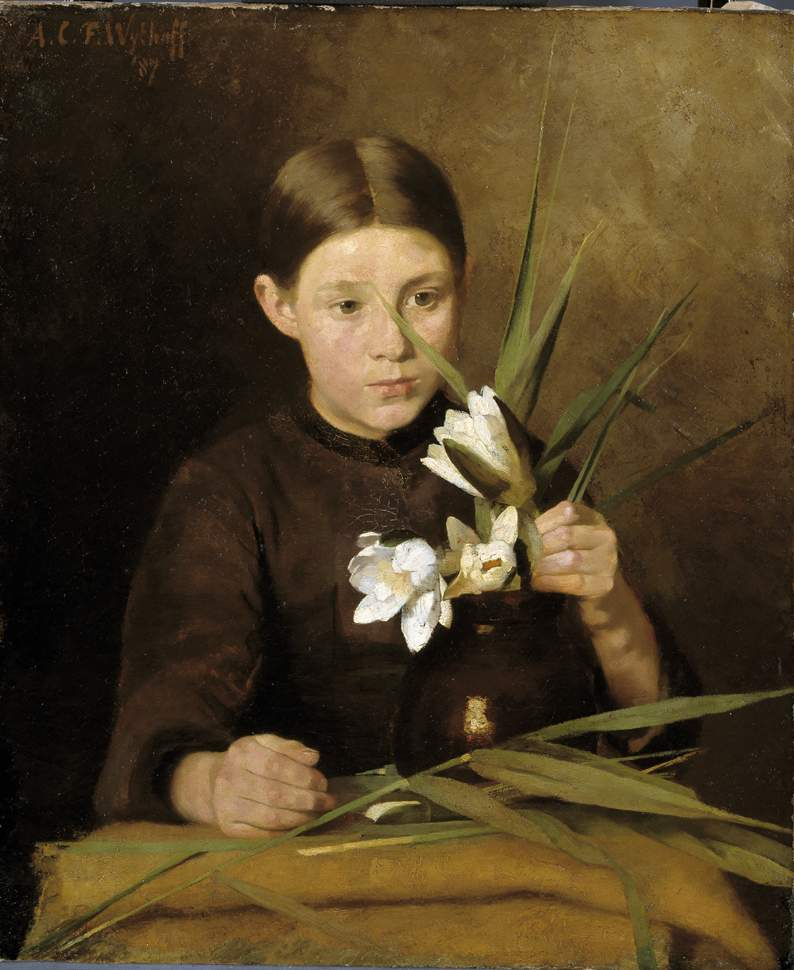
Meisje met waterbloemen (1887)

- Biografisch Portaal: 72061016
- Digitale Bibliotheek voor de Nederlandse Letteren: wijt012
- International Standard Name Identifier: 0000 0003 8897 6595
- Nederlandse Thesaurus van Auteursnamen: 071042121
- RKD-Nederlands Instituut voor Kunstgeschiedenis: 127551
- Union List of Artist Names: 500548969
- Virtual International Authority File: 282285893
- WorldCat: E39PBJyMfBdwgK7Dpk7K7wyw4q